# Мавлеев, Евгений Васильевич
Евгений Васильевич Мавлеев (6 декабря 1948, г. Барановичи, Белорусская ССР — 25 июля 1995, Санкт-Петербург) — советский и российский этрусколог, кандидат исторических наук, заведующий сектором Древней Греции и Рима Государственного Эрмитажа.

## Биография
Родился 6 декабря 1948 г. в Белоруссии в семье военнослужащего. В 1966 поступил в Ленинградский университет на кафедру истории античного мира. Учась на историческом факультете,  занимался древними языками на кафедре классической филологии. Одновременно приступил к исследованию этрусского материала Эрмитажа под руководством А. И. Вощининой.
Окончил исторический факультет Ленинградского государственного университета (1970). В 1971 г. поступил в аспирантуру Эрмитажа, где в 1974 г. под руководством Н. Н. Залесского защитил кандидатскую диссертацию «Этрусское общество и греческая культура». В 1974—1975 работал в Научной библиотеке Эрмитажа. В 1975 стал сотрудником отдела античного мира, вскоре был назначен хранителем скульптуры греко-римского отделения. С 1979 по 1995 гг. — заведующий сектором Древней Греции и Рима.
К началу 1980-х — один из ведущих специалистов в отечественной этрускологии. Автор более 60 научных публикаций. Один из главных результатов его научной деятельности — организация выставки «Мир этрусков» (1989—1990 Берлин — Прага — Варшава — Будапешт — Москва — Ленинград), сопровождавшейся изданием каталога, а также сборника материалов международной конференции.
Принимал деятельное участие в подготовке каталога античных зеркал Эрмитажа (остался в рукописи).
Автор научно-исследовательских и выставочных проектов «Античность и Царское Село», «История реставрации античной скульптуры», «Культура воды античного мира».
Неоднократно выступал с докладами и лекциями по музееведению, был избран членом ИКОМ.
На протяжении последних десяти лет жизни занимался историей Эрмитажа и, в первую очередь, анализом научной и экспозиционной деятельности предшественников — сотрудников Отдела античного мира.
Последняя работа посвящена О. Ф. Вальдгауеру, который был ключевой фигурой в создании экспозиции Отдела античного мира Эрмитажа, формировании теории и истории античного искусства в России 1920—1930-х гг. Несмотря на тяжёлую и скоротечную болезнь, Е. В. Мавлеев успел завершить основную работу над рукописью книги.

## Публикации
1. Мавлеев Е. В. Этрусская цивилизация как уникальный экологический феномен в истории человечества (ок. XVIII в.—ок. I в. до н. э.) // История взаимодействия общества и природы. М 2. — № 3. — С. 111—113.
2. Мавлеев Е. В. Амазонки в Этрурии // Сб. науч. трудов Гос. Эрмитажа. — 1981.
3. Казакова, Н. А., Мавлеев Е. В. Отражение западной легенды о Понтии Пилате в «Хождении во Флоренцию» 1437–1440 гг // Культурное наследие Древней Руси. Истоки. Становление. Традиции.. — М., 1976.
4. Мавлеев Е. В. Западное Средиземноморье в 1 тысячелетии до н. э. // Гос. Эрмитаж. — 1984.
5. Мавлеев Е. В. Вальдгауер. Издательство Гос. Эрмитажа. СПб, 2005.
6. Мавлеев Е. В. Концепция этрусского портрета. Семантика поиска и художественное открытие. В сб. Образ-смысл в античной культуре. М., 1990. с. 203—222.